# Kimi Sarishi Yuuwaku
Singles de Aya Kamiki
Sunday Morning
(2008) Summer Memories
(2008)
Kimi Sarishi Yuuwaku est le 9e single d'Aya Kamiki et le 8e sorti sous le label GIZA studio le 18 juin 2008 au Japon. Il arrive 34e à l'Oricon et reste classé 3 semaines pour un total de 4 302 exemplaires vendus.
Kimi Sarishi Yuuwaku se trouve sur la compilation Aya Kamiki Greatest Best et, sur l'album Are you happy now?.

## Liste des titres
Toutes les paroles sont écrites par Aya Kamiki.
| 1. | Kimi Sarishi Yuuwaku (君去りし誘惑)                | Aika Ohno       | 3:27 |
| 2. | Whenever you're gone Today                         | Hitoshi Okamoto | 3:45 |
| 3. | Kimi Sarishi Yuuwaku (Instrumental) (君去りし誘惑) | Aika Ohno       | 3:26 |

## Interprétations à la télévision
- Osaka Hatsu Shissou Suteeji WEST WIND (10 juin 2008)
- Music Japan (19 juin 2008)